# Артилерийска инспекция
Артилерийската инспекция е специално учреждение на Военното министерство или изпълнителен орган на министерството по отношение на артилерийската част в мирно време. То се грижи за артилерийските части в организационно отношение.

## История
При формиране на Министерството на войната през 1879 г., артилерията се ръководи от Строевото отделение, а инспекцията е известна като Управление на артилерията към Строево отделение на Министерството на войната. През 1881 г. е създадено самостоятелно управление в министерството (Управление на артилерията към МВ), в чиито задължения влизат комплектуването на артилерийските части и организирането на обучението и възпитанието на личния състав.
През 1925 г. Управлението на артилерията е преименувано на Артилерийска инспекция.

### Втора световна война
През 1941 г. артилерийската инспекция е преименувана на Инспекция на артилерията при Главното командване и има следната структура:
- инспектор на артилерията
- учебно строево отделение
- техническо строево отделение
- техническо снабдително отделение
- домакински взвод
- хранително отделение
- багажно отделение

Съгласно заповед № 41 от 1 ноември 1944 г. Инспекцията се преименува на Управление на артилерията при Главното командване на Действащата войска е има ледната организация:
- Управление на артилерийския отдел
- Щаб на отдела:
  - оперативно-разузнавателна секция
  - учебна секция
  - строево-организационна секция
  - деловодство

От март 1945 г. цялата противовъздушна артилерия преминава в подчинение на артилерийския отдел при Щаба на войската.

## Наименования
През годините учреждението носи различни имена според претърпените реорганизации:
- Управление на артилерията към Строево отделение на МВ (1879 – 1881)
- Управление на артилерията към МВ (1881 – 1925)
- Артилерийска инспекция (1925 – 1941)
- Инспекция на артилерията при Главното командване (1941 – 1 ноември 1944)
- Управление на артилерията при Главното командване на Действащата войска (1 ноември 1944 – 1945)
- Артилерийски отдел при Щаба на войската (1945 – 1951)
- Командване на артилерията на БНА (1951 – 1962)
- Управление „Ракетни войски и артилерия“ (1962 – 1973)
- Отдел „Ракетни войски и артилерия“ – ГЩ (1992 – 1997)

## Началници (инспектори) на артилерията
Званията са към датата на заемане на длъжността.
| №   | звание            | име                   | дати                                 | длъжност                                                                               |
| --- | ----------------- | --------------------- | ------------------------------------ | -------------------------------------------------------------------------------------- |
| 1.  | Полковник         | Иван Лесовой          | 8 юли 1878 – 30 юли 1883             | Специален началник на артилерията                                                      |
| 2.  | Полковник         | Николай Решетин       | 30 юли 1883 – 21 декември 1884       | Инспектор на артилерията                                                               |
| 3.  | Полковник         | Дмитрий Арсениев      | 1 януари 1885 – 7 септември 1885     | Инспектор на артилерията                                                               |
| 4.  | Капитан           | Олимпий Панов         | 11 септември 1885 – 11 август 1886   | Началник на артилерията                                                                |
| 5.  | Капитан           | Петър Тантилов        | 1887 – 18 юни 1893                   | Началник на артилерията                                                                |
| 6.  | Подполковник      | Бончо Балабанов       | 22 юни 1893 – 12 май 1905            | Началник на артилерията (до 1895), Инспектор на артилерията                            |
| 7.  | Полковник         | Никола Рязков         | 12 май 1905 – 1909                   | Инспектор на артилерията                                                               |
| 8.  | Полковник         | Пантелей Ценов        | 18 септември 1909 – 15 октомври 1913 | Инспектор на артилерията                                                               |
| 9.  | Полковник         | Калин Найденов        | 19 октомври 1913 – 25 септември 1915 | Инспектор на артилерията                                                               |
| 10. | Полковник         | Стефан Белов          | 1915 – 1917                          | Инспектор на артилерията                                                               |
| 11. | Полковник         | Стефан Славчев        | 15 ноември 1915 – 11 октомври 1918   | Началник на артилерията в щаба на действащата армия                                    |
| 12. | Генерал-майор     | Димитър Кацаров       | 12 октомври 1918 – 1 октомври 1919   | Инспектор на артилерията                                                               |
| 13. | Генерал-майор     | Владимир Вазов        | август 1919 – 24 февруари 1920       | Инспектор на артилерията                                                               |
| 14. | Генерал-майор     | Никола Каблешков      | 1 януари 1920 – 20 януари 1921       | Инспектор на артилерията                                                               |
| 15. | Полковник         | Марин Друмев          | 20 януари 1921 – 9 юни 1923          |                                                                                        |
|     | Полковник         | Иван Додов            | 1923 – след 1926                     | Инспектор на артилерията                                                               |
|     | Генерал-майор     | Димитър Стоенчев      | 1929 – 1932                          | Инспектор на артилерията                                                               |
|     | Генерал-майор     | Владимир Танинчев     | 1933 – 1934                          | Инспектор на артилерията                                                               |
|     | Генерал-майор     | Владимир Заимов       | 1935                                 |                                                                                        |
|     | Полковник         | Димитър Узунов        | 1935 – 1936                          | Инспектор на артилерията                                                               |
|     | Полковник         | Никола Стойчев        | 1936 – 1941                          | Инспектор на артилерията                                                               |
|     | Генерал-лейтенант | Руси Русев            | 1941                                 | Инспектор на артилерията                                                               |
|     | Полковник         | Димитър Георгиев      | 1942 – 1942                          | временен Инспектор на артилерията                                                      |
|     | Полковник         | Иван Сапунджиев       | 1942 – 1942                          |                                                                                        |
|     | Полковник         | Иван Бояджиев         | 1942 – 1944                          | Инспектор на артилерията                                                               |
|     | Генерал-лейтенант | Асен Красновски       | 1944 – 1944                          | Инспектор на артилерията                                                               |
|     | Полковник         | Константин Чешмеджиев | 14 септември 1944 – 1945             | Инспектор на артилерията                                                               |
|     | Генерал-майор     | Иван Михайлов         | 1947 – 1950                          | Командир на артилерията                                                                |
|     | Полковник         | Ангел Ангелов         | 27 януари 1950 – 9 декември 1951     | Командир на артилерията в МНО                                                          |
|     |                   | без командир          | юни 1951 – 1953                      | Командващ артилерията в МНО                                                            |
|     | Полковник         | Иван Стефанов         | 1953 – 1959                          | Командващ артилерията в МНО                                                            |
|     | Полковник         | Мицо Гетовски         | 1959 – 1961                          | Командващ на артилерията                                                               |
|     | Полковник         | Димитър Тодоров       | 1962 – 1978                          | Командващ ракетни войски и артилерия в БНА                                             |
|     | Полковник         | Добри Караджов        | 1978 – 1990                          | Командващ ракетни войски и артилерията в СВ на БНА                                     |
|     | Полковник         | Ангел Марин           | 1990 – 1998                          | Командващ ракетни войски и артилерията в СВ на БНА                                     |
|     | Полковник         | Вълчо Фотев           | 1998 – 2001                          | Началник на управление „Ракетни войски и артилерия“                                    |
|     | Полковник         | Асен Джоков           | 2001 – 2002                          | Началник на отдел „Ракетни войски и артилерия“ в СВ                                    |
|     | Полковник         | Янко Янчев            | юли 2002 – 2003                      | Началник на отдел „Подготовка и използване на ракетни войски и артилерията“ в ГЩ на СВ |
|     | Полковник         | Валери Точилов        | 2003 – 2006                          | Началник на отдел „Подготовка и използване на ракетни войски и артилерията“ в ГЩ на СВ |
|     | Полковник         | Иван Иванов           | 2006 –                               | Началник на направление „Подготовка на артилерийски подразделения“ в Щ на СВ           |